# Kristiligi Fólkaflokkurin
Kristiligi Fólkaflokkurin, Føroya Framburðs- og Fiskivinnuflokkur (KFFFF) är ett kristdemokratiskt parti i Färöarna.
Partiet hette ursprungligen Framburðsflokkurin och valdes 1958 in i lagtinget under detta namn. 
Så småningom gick man samman med en grupp runt Adolf Hansen och bytte namn till Framburðs- og fiskivinnuflokkurin, som slutligen blev till det nuvarande KFFFF sedan ytterligare en grupp anslutit sig. 
Partiet var representerat i lagtinget i decennier och stödde 1963-67 Hákun Djurhuus regering.
KFFFF har även haft två ministrar: Niels Pauli Danielsen (1985–1988) och Tordur Niclasen (1989). 
Partiet skakades under sin aktiva tid av flera utbrytningar, den sista och allvarligaste var när två lagtingsmän hoppade av partiet och 1992 bildade Miðflokkurin. I valet därefter (1994) slogs KFFF ut ur lagtinget. 1998 fick KFFFF bara 2,5 % av rösterna och har inte kandiderat i allmänna val sedan dess.
Miðflokkurin kan, i lagtinget, sägas vidareföra den värdekonservativa politik, byggd på kristna värderingar, som var KFFFF:s kännemärke.

## Valresultat i lagtingsval
| Valår | Röstandel | Mandat |
| ----- | --------- | ------ |
| 1958  | 2,9 %     | 1      |
| 1962  | 4,4 %     | 1      |
| 1966  | 2,8 %     | 1      |
| 1970  | 3,5 %     | 1      |
| 1974  | 2,5 %     | 1      |
| 1978  | 6,1 %     | 2      |
| 1980  | 8,2 %     | 2      |
| 1984  | 5,8 %     | 2      |
| 1988  | 5,5 %     | 2      |
| 1990  | 5,9 %     | 2      |
| 1994  | 6,3 %     | 2      |
| 1998  | 2,5 %     | 0      |